# 沃尔特·李普曼
沃爾特·李普曼（英語：Walter Lippmann，1889年9月23日—1974年12月14日），美国作家、记者、政治评论家，传播学史上具有重要影响的学者之一，代表作《公众舆论/舆论学》（Public Opinion）。李普曼以最早引入冷戰概念而聞名，並在現代心理學意義上創造了「刻板印象」一詞。李普曼在他的報紙專欄和幾本著作中評論媒體，最著名的是他在1922年出版的《舆论学》。 
李普曼作為伍德羅·威爾遜第一次世界大戰後的調查委員會的研究主任，也發揮了重要作用。他對新聞在民主中的作用的觀點與約翰·杜威的同期著作形成了的對比。他與約翰·杜威的同時期著作後被稱為李普曼-杜威辯論。李普曼獲得了兩項普利策獎，一項是因為他的報紙專欄<今日與明日>，另一項是他1961年對赫魯雪夫的採訪。

## 早年
1889年9月23日，李普曼生於美國紐約上東城，是德国犹太人第二代移民后裔。
在李普曼17歲生日前不久，他進入哈佛大學，並由喬治·桑塔亞那，心理學家威廉·詹姆士與格雷厄姆·华莱斯的指導，專注於哲學，歷史和語言。
李普曼與辛克萊·路易斯一起成為紐約社會黨的成員。四個月後，利普曼辭職，認為倫恩的社會主義計劃不足以實現。

## 生平
念完學士後，李普曼繼續留在哈佛攻讀研究生，再此期間，任桑塔亞納教授的助手，協助講授哲學史。
1910年夏末，著名“耙粪记者”林肯·斯蒂芬斯来哈佛招助手，经过与哈佛教授磋商后，选择了李普曼。从此李普曼涉及新闻工作，此后供职于多家媒体。
1912年他辞去一切职务，前往缅因州，撰写《政治序论》。《政治序论》出版后获得成果成功，西奥多·罗斯福对此书推崇备至，与李普曼往来交换意见。
1914年《趋势与主宰》问世，它和《政治序论》一道引起人们广泛注意。同年与人合办《新共和》杂志，担任副主编。第一次世界大战期间曾任美国陆军部部长助理。
1919年回到《新共和》工作。1921年至1931年，任纽约《世界报》编辑、主编，10年间为其撰写了大量社论(后汇为10卷出版)，享誉一时。1931年《世界报》停刊后，在《纽约先驱论坛报》上开设“今日与明日”专栏，所写专栏被国内外250家报刊转载。1932年与菲耶离婚，与海伦·阿姆斯特朗结婚。
1961年1月，“今日与明日”转到《新闻周刊》刊载，由《华盛顿邮报》辛迪加向国内外转发，直到1967年3月最后一期。
1964年9月，林登·约翰逊总统在李普曼75岁生日前授予其总统自由勋章。授勋书上写道：“他以精辟的见解和独特的洞察力，对这个国家和世界的事务进行了深刻的分析，从而开阔了人们的思想境界。”1967年退休，继续为《新闻周刊》等撰写评论。1974年85岁生日时，纽约市授予他最高荣誉青铜奖。

## 影响
“今日与明日”是美国言论史上历时最久、影响最大的专栏，为李普曼赢得了世界声誉(该专栏后汇为81卷出版)，他也因此获于1958年、1962年两次获得普利策奖。

## 著作
撰有《政治导向》、《放任与驾驭》、《舆论学》、《良好的社会》、《共产主义世界与我们的世界》等30种著作，涉及哲学、政治学、伦理学、新闻学及外交等多个领域，以下为著名作品：
- 《外交的主宰》1915年，国际问题的第一部著作。
- 《道德序言》1919年
- 《自由与新闻》1920年
- 《舆论学》(Public Opinion)1922年
- 《鬼影般的公众》1925年
- 《命运的人》1926年
- 《美国的检查官》1928年
- 《美国在世界事务中》(与威廉·斯克罗格斯合著)1931、32、33年
- 《解释》1932年、1933-1935年
- 《自由的方法》1934年
- 《新的需要》1935年
- 《战争与和平札记》1940年
- 《美国的外交政策——共和国的盾牌》1943年
- 《美国的战争目标》1944年
- 《冷战》1947年
- 《公共哲学论文集》1955年

## 傳記
- （美）斯蒂尔：《李普曼传》, ISBN 978-7-5086-1233-1